# Richard Wright (muzician)
Richard William Wright, cunoscut și ca Rick Wright (n. 28 iulie 1943, Middlesex, Anglia – d. 15 septembrie 2008) a fost un claviaturist (pianist, organist ș.a.) și cântăreț autodidact cunoscut îndeosebi pentru implicarea în formația britanică Pink Floyd ca membru fondator, fidel grupului pentru mai mult de treizeci și cinci de ani.

## Activitate
Începând din 1964, Wright a fost membru al formației rhythm and blues Sigma 6 (cunoscută apoi ca The Screaming Abdabs și sub alte câteva titulaturi), alături de Roger Waters, Nick Mason și alții (între care și Bob Klose). În cadrul Sigma 6, Wright realiza chitara ritmică și acompaniamentul vocal; formația nu a rezistat decât un an. În 1965, Wright, Waters și Mason au format The Pink Floyd Sound, devenit Pink Floyd, împreună cu chitaristul și cântărețul Syd Barrett. În noua formulă, Wright a ales claviaturile – în primii ani, orga electronică Farfisa, căreia i se alăturau pianul și alte orgi în studioul de înregistrare. Până în 1969 a realizat diferite experimente și cu alte instrumente muzicale, precum trombonul și vibrafonul.
Pe coperta primului album Pink Floyd, The Piper at the Gates of Dawn (1967), participarea lui Wright în calitate de cântăreț nu este consemnată (în piesele „Astronomy Domine”, „Matilda Mother”, compuse de Syd Barrett). Din această perioadă fac parte compozițiile lui Wright: „Paint Box”, „Remember a Day”, „See-Saw” și „It Would Be So Nice”. Cu timpul, interesul său pentru compoziție se va diminua, alegând să se concentreze asupra interpretării și a sonorităților introduse în formație (astfel, unele compoziții ale sale dezvoltate mai târziu sunt proiecte abandonate din perioada de început). Contribuie la identitatea psihedelică a Pink Floyd prin folosirea abundentă de efecte de distorsiune, ecou ș.a. aplicate pe orga electronică și pianul electric, aplicarea tehnicii de pian preparat și utilizarea clusterelor (cântate cu coatele și palmele în maniera Stockhausen). Astfel de sonorități pot fi remarcate mai ales în momentele instrumentale – piesele „Interstellar Overdrive”, „A Saucerful of Secrets”, „Careful with That Axe, Eugene”, „One of These Days”, dar și secțiuni din suitele de durată extinsă „Atom Heart Mother”, „Echoes” și „Shine On You Crazy Diamond”. Aportul lui Wright este semnificativ și în cazul muzicilor de film realizate de formație, coloanele sonore pentru filmele lui Barbet Schroeder (More și La Vallée) și Michelangelo Antonioni (Zabriskie Point).
1. ↑  „Richard Wright”, Gemeinsame Normdatei, accesat în 13 august 2015
2. ↑  Richard Wright: Keyboard player with Pink Floyd (în engleză), 17 septembrie 2008, accesat în 31 ianuarie 2018
3. ↑  Pink Floyd: A Visual Documentary[*] Verificați valoarea |titlelink= (ajutor)
4. ↑  My Aston Martin: Gala Wright’s Echoes of the Past (în engleză), accesat în 31 ianuarie 2018
5. ↑  Autoritatea BnF, accesat în 10 octombrie 2015
6. ↑  CONOR.SI[*] Verificați valoarea |titlelink= (ajutor)
7. 1 2  Freebase[*] Verificați valoarea |titlelink= (ajutor)